# Baltazar (football)
Pour les articles homonymes, voir Baltazar.
Ne doit pas être confondu avec Osvaldo Silva.
Oswaldo Silva, plus connu sous le nom de Baltazar (né à Santos le 4 janvier 1926 - mort à São Paulo le 25 mars 1997), était un footballeur brésilien au poste d'attaquant.

## Histoire
Surnommé Cabecinha de Ouro (« Tête d'or »), il a disputé la coupe du monde 1950 et la coupe du monde 1954 avec la seleção.

## Carrière

### Clubs
- 1943 : União Monte Alegre
- 1944-1946 : Jabaquara Atlético Clube
- 1946-1957 : Corinthians
- 1957 : Clube Atlético Juventus
- 1957-1959 : Jabaquara Atlético Clube
- 1959 : União Paulista

### Équipe nationale
- 27 sélections et 16 buts en équipe du Brésil entre 1950 et 1956[1],[2]
- Vice-Champion du monde en 1950